# بريتي ديساي
بريتي ديساي (بالإنجليزية: Preeti Desai)‏ (مواليد 29 سبتمبر 1981 في ميدلزبره، المملكة المتحدة) هي ممثلة بريطانية وعارضة أزياء وملكة جمال بريطانيا السابقة.

## روابط خارجية
- بريتي ديساي على موقع IMDb (الإنجليزية)
- بريتي ديساي على موقع قاعدة بيانات الفيلم (الإنجليزية)